# Bernard Přerovský
Bernard Přerovský (11. května 1908, Vyškov – 28. března 2001, tamtéž) byl český katolický kněz, dlouholetý farář a kaplan ve Zlíně.

## Život

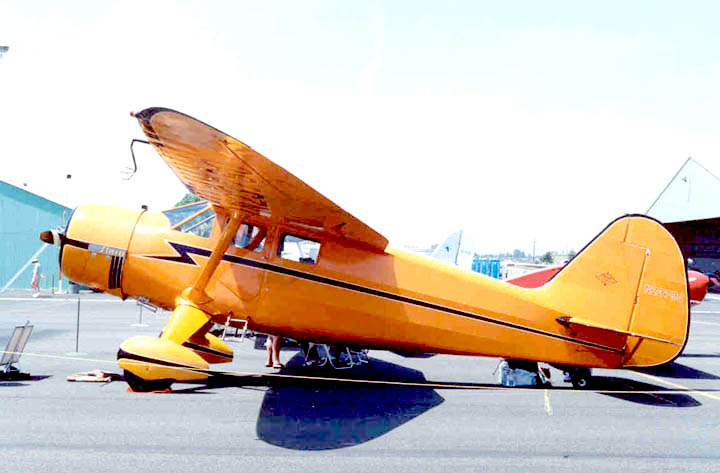
Stinson Reliant (ilustrační foto)

Na kněze byl vysvěcen v roce 1932. Jeho prvním působištěm byl Hlučín. V této době se Bernard Přerovský stal prvním československých knězem, který vlastnil pilotní průkaz. Létal na stroji Stinson Reliant, který patřil firmě Baťa. Jan Antonín Baťa mu umožňoval zdarma létat jednou až dvakrát týdně. Bernard Přerovský na letounu oceňoval špičkové přístrojové vybavení nebo hladký chod motoru. Označoval ho za „Pullmanův vůz s křídly“.
Od 1. srpna 1935 začal pracovat jako kaplan ve Zlíně. Ve farnosti dále zastával funkce administrátora, faráře a děkana. Působil zde po více než 40 let, a to v letech 1942–1945 a 1948–1989.
V červnu 1963 se stal olomouckým sídelním kanovníkem. V letech 1973-1975 byl generálním vikářem olomoucké arcidiecéze.
V květnu 1989 odešel na odpočinek. Zemřel v roce 2001 ve věku téměř 93 let.